# 佩圖希夫卡
51°15′49″N 33°47′45″E / 51.26361°N 33.79583°E
佩圖希夫卡（烏克蘭語：Петухівка）是位於烏克蘭東北部的舊村莊，曾由蘇梅州的布倫區負責管轄，並於2006年被註銷。該村分別距離舍夫琴科韋、亞歷山德里夫卡、迪奇和扎里奇內3公里，始建於二十世紀初，1983年人口100。